# Wischera (Kama)
Die Wischera (russisch Вишера) ist ein 415 km langer linker Nebenfluss der Kama im Ural und seinem westlichen Vorland (Russland).

## Verlauf
Die Wischera entspringt in etwa 800 m Höhe an der Westflanke des hier Pojassowy Kamen genannten, knapp 1200 Meter hohen Hauptkammes des Nördlichen Ural. Die Quelle liegt im äußersten Nordosten der Region Perm. Weiter durchfließt die Wischera in südlichen bis südwestlichen Richtungen den Nordural bzw. entlang seines westlichen Fußes, vorbei an der mit 1496 Metern höchsten Erhebung der Region Perm Tulymski Kamen, abschnittsweise als schneller Gebirgsfluss in einem engen Tal. Auf ihrer gesamten Länge fließt die Wischera auf dem Territorium der Region Perm, bis zu ihrer Mündung in die hier zum Kamastausee angestaute Kama etwa 25 Kilometer nordwestlich von Solikamsk.

## Hydrografie
Das Einzugsgebiet der Wischera umfasst 31.200 km². 
Die wichtigsten Nebenflüsse sind von rechts die Kolwa und von links die Jaswa. Unterhalb der Kolwamündung, oberhalb des aufgestauten Abschnitts in Mündungsnähe ist die Wischera etwa 250 Meter breit und bis zu drei Meter tief; ihre Fließgeschwindigkeit beträgt hier 0,5 m/s.
Die Wischera gefriert zwischen Ende Oktober/Anfang November bis Ende April.

## Infrastruktur
Die Wischera ist im Mittel- und Unterlauf schiffbar und wird regulär bis Krasnowischersk, der einzigen Stadt am Fluss, befahren.
Der größte Teil des von der Wischera durchflossenen Gebietes ist sehr dünn besiedelt. Befestigte Straßen gibt es nur im äußersten Süden des Einzugsgebietes, bis nach Krasnowischersk und Umgebung.

## Sehenswürdigkeiten und Geschichte
Am Nebenfluss Kolwa liegt unweit dessen Mündung in die Wischera die alte Stadt Tscherdyn.
Im Einzugsgebiet der Wischera befand sich in den Jahren 1929 bis 1934 das WischLag im System der Gulag-Häftlingslager.
241.200 Hektar des Quellgebietes und Oberlaufes der Wischera wurden 1991 als Wischera-Sapowednik und Naturschutz gestellt. Die Verwaltung des Sapowedniks befindet sich in Krasnowischersk.